# Ключ 179
Ключ 179 (иер. 韭) со значением «лук-порей», 179 по порядку из 214 традиционного списка иероглифических ключей, используемых при написании иероглифов. Записывается 9 штрихами.
В словаре Канси под этим ключом содержится 20 иероглифов (из 49 030).

Вид ключа в малой печати Чжуаньшу

## Примеры иероглифов
| Доп. черты | Иероглифы |
| ---------- | --------- |
| 0          | 韭        |
| 6          | 韯        |
| 7          | 韰        |
| 8          | 韱        |
| 10         | 韲        |

- Примечание: Ваш браузер может отображать иероглифы неправильно.